# Gradna
 Ovo je glavno značenje pojma Gradna. Za druga značenja pogledajte Gradna (razdvojba).
Gradna je naselje koje se nalazi u sastavu Grada Samobora, Zagrebačka županija. Površina naselja iznosi 1,21 km2.

## Stanovništvo
Prema popisu stanovništva iz 2011. godine, naselje je imalo 541 stanovnika te 112 obiteljskih kućanstava prema popisu iz 2001.
| broj stanovnika | 124   | 126   | 168   | 204   | 222   | 270   | 258   | 300   | 307   | 329   | 339   | 336   | 366   | 406   | 432   | 541   | 541   |
|                 | 1857. | 1869. | 1880. | 1890. | 1900. | 1910. | 1921. | 1931. | 1948. | 1953. | 1961. | 1971. | 1981. | 1991. | 2001. | 2011. | 2021. |